# 山田重光
山田 重光（やまだ しげみつ、1957年6月29日 - ）は、元NHKのシニアアナウンサー。

## 人物
富山県立富山高等学校を経て明治大学卒業後、1981年入局。現在では生活の基盤を九州に置いている。
以前は大相撲などのスポーツ実況で活躍していたが、2度目の福岡勤務中に離れ、以後は地域放送系に活動の軸足を移した。
6月末に一度退職したが､10月に再びアナウンサーの職にもどっている。

## 過去の出演番組
- 大相撲中継[1]他スポーツ中継
- 夕べのひととき（FM放送、関東甲信越分）
- NHKニュースおはよう日本 スポーツコーナー
- 山ちゃんの600 メインキャスター（金沢局）
- みんまいけ富山ワイド メインキャスター（富山局）
- 博多屋台 こまっちゃん“猫の声”（ラジオ第1、転勤まで）
- 九州沖縄アンコールアワー（福岡局）
- ここはふるさと 旅するラジオ（ラジオセンター）
- ETV特集 「発見!謎の金銅製馬具～古代日本と朝鮮半島の交流史～」語り

※転勤直後から「旅するアナウンサー」の仲間入り。当初は司会のみ担当し、2011年度からは隔週交代で金曜日のセレクション放送の進行役も担当。なお、一時期アナウンサーの職から離れていた間も、セレクション放送の進行役は引き続き担当。司会は2012年3月限りで降板した。